# مجدي الجلاد
مجدي الجلاد (1964م، منيا القمح، محافظة الشرقية، مصر)، صحفي، هو رئيس تحرير جريدة الوطن المصرية، وهو أول من شغل المنصب منذ تأسيس الجريدة في مارس 2012. في الفترة من 2005 وحتى 2012 تولى رئاسة تحرير صحيفة المصري اليوم المستقلة. بالإضافة إلى ذلك، يعمل الجلاد كمحاضر غير متفرغ في كلية الإعلام بجامعة القاهرة. بدأ حياته العملية كصحفي تحقيقات في الأهرام.
ورد اسمه ضمن أكثر 100 شخصية تأثيراً في العالم العربي لعام 2009 بحسب صحيفة عرب بيزنس.
يقوم الجلاد أيضا بتقديم برامج تلفزيونية في عدة قنوات فضائية منها اتنين في اتنين مع وائل الابراشي وأنت وضميرك ولا تراجع ولا استسلام.
صدرت ضده أحكام قضائية بسبب مخالفته للقوانين المنظمة لحفظ حقوق النشر.[بحاجة لمصدر]